# Jonas Adjetey
Jonas Adjetey, né le 13 décembre 2003 à Accra au Ghana, est un footballeur international ghanéen qui évolue au poste de défenseur central au FC Bâle.

## Biographie

### En club
Né à Accra au Ghana, Jonas Adjetey est formé par le club local du Berekum Chelsea. En juin 2022 il rejoint la Suisse, faisant un essai convaincant avec le FC Bâle, avec lequel il s'engage. Il intègre dans un premier temps l'équipe réserve du club.
Lors de l'été 2023, Adjetey est promu en équipe première, étant inclus dans l'équipe pour les matchs de préparations d'avant-saison.
Il fait finalement ses débuts officiels avec l'équipe première du FC Bâle le 20 août 2023, lors d'une rencontre de coupe de Suisse face au FC Saint-Blaise. Il est titularisé et son équipe s'impose par huit buts à un,.

### En sélection
Jonas Adjetey représente l'équipe du Ghana des moins de 20 ans, jouant deux matchs en 2022.
Jonas Adjetey est appelé pour la première fois avec l'équipe nationale du Ghana en septembre 2024 afin de remplacer Alexander Djiku, forfait sur blessure. Il ne joue toutefois aucun match lors de ce rassemblement. Rappelé en octobre, il honore finalement sa première sélection avec le Ghana face au Soudan. Il entre en jeu à la place de Mohammed Salisu lors de cette rencontre perdue par son équipe par deux buts à zéro.

## Palmarès
FC Bâle (2)
- Champion de Super League en 2025
- Vainqueur de la Coupe de Suisse en 2025